# Laura Heredia
Laura Heredia Vives (Barcelona, 31 de enero de 2000) es una deportista española que compite en pentatlón moderno.
En los Juegos Europeos de Cracovia 2023 consiguió una medalla de plata en la prueba individual.
Participó en los Juegos Olímpicos de París 2024, convirtiéndose en la primera española en competir en ese deporte en unos Juegos, y terminó en el decimoséptimo lugar en la prueba femenina.
Estudia el grado en Veterinaria en la Universidad Católica San Antonio de Murcia.

## Medallero internacional
| Juegos Europeos | Juegos Europeos    | Juegos Europeos  | Juegos Europeos |
| Año             | Lugar              | Medalla          | Competición     |
| --------------- | ------------------ | ---------------- | --------------- |
| 2023            | Cracovia (Polonia) | Medalla de plata | Individual      |